# Armariolus aeruscator
Espèce
Armariolus aeruscator est une espèce de coléoptères de la famille des Staphylinidae et de la sous-famille des Pselaphinae.

## Répartition et habitat
Cette espèce est décrite de Bornéo.